# Jean Mutsinzi
Jean Mutsinzi né le 5 avril 1938 et mort le 21 novembre 2019 , est un juriste rwandais et ancien président de la Cour suprême du Rwanda. Il a été élu le 22 janvier 2006, Juge à la Cour Africaine des Droits de l'Homme et des Peuples lors de la Huitième Session Ordinaire du Conseil Exécutif de l'Union africaine à Khartoum, au Soudan. Il a été nommé en septembre 2008, Président de la Cour Africaine pour un premier mandat de deux ans.

## Carrière professionnelle
- 1964: Docteur en droit international public et privé de l'Université libre de Bruxelles (ULB), en Belgique.
- 1964-1966: Directeur de recherche à l'Université libre de Bruxelles, en Belgique
- 1966-1982 : Professeur de droit international public et privé à l'Université nationale du Zaïre
- 1966-1982 : Avocat et Bâtonnier du Barreau de l’Ordre des avocats de Lubumbashi (ex-Zaïre)
- 1982-1989 : Conseiller juridique, Chef du service juridique de l'Organisation de l'unité africaine (O.U.A.)
- 1989-1994 : Secrétaire de la Commission africaine des droits de l'homme et des peuples basée à Banjul, en  Gambie[4].
- 1995-1999 : Président de la Cour suprême et du Conseil supérieur de la magistrature de la République du Rwanda.
- 2001-2003 : Juge à la Cour de Justice de la COMESA (Marché commun de l'Afrique orientale et australe)[5].
- 2000-2003 : Secrétaire Exécutif de la Commission Juridique et Constitutionnelle du Rwanda[6]. La Constitution du Rwanda a été adoptée par référendum le 26 mai 2003, par les citoyens rwandais. Elle a remplacé la Constitution antérieure de 1991.
- 2001-2003 : Professeur de droit international public et privé à l'Université Libre de Kigali (ULK), au Rwanda.
- 2006: Juge à la Cour Africaine des Droits de l'Homme et des Peuples[7].
- Depuis septembre 2008 : Président de la Cour Africaine des Droits de l'Homme et des Peuples[7].
- 1er décembre 2007 – 30 avril 2009 : Président de la Commission d'Experts Indépendants chargé de l’enquête sur le crash du 6 avril 1994 de l’avion Dassault Falcon-50 immatriculé 9XR – NN (ci-après Comité) créé par l’Arrêté du Premier Ministre n° 07/03 du 16/04/2007[8].

## Rapport d’enquête
Le rapport d'enquète porte sur les causes, les circonstances et les responsabilités de l’attentat du 6 avril 1994 contre l’avion présidentiel rwandais Dassault-Falcon 50 Nº 9XR-NN.
Le Comité indépendant d’experts chargé de l’enquête sur le crash du 6 avril 1994 de l’avion Falcon 50 immatriculé 9XR – NN (ci-après Comité) a été créé par l’Arrêté du Premier Ministre n° 07/03 du 16/04/2007 pour une durée indéterminée. Il est placé sous l’autorité du Ministre ayant la justice dans ses attributions auquel il soumet ses rapports.
Selon l’article 3 de l’Arrêté « Le Comité d’Experts a pour mission générale d’établir la vérité sur les circonstances du crash de l’avion Falcon 50 immatriculé 9XR-NN survenu le 06/04/1994 emportant la vie des personnes ci-après :
- M. Juvénal Habyarimana, Président de la République du Rwanda et les membres de sa délégation ;
- M. Cyprien Ntaryamira, Président de la République du Burundi et les membres de sa délégation ;
- Les Français membres de l’équipage de l’avion. Dans ce cadre, le Comité d’Experts a notamment pour missions particulières de :

- rassembler toutes les informations en rapport avec le crash de l’avion ;
- analyser les informations ainsi recueillies en vue d’en dégager une orientation générale des investigations ;
- rechercher, rassembler et examiner les preuves relatives au crash de l’avion ;
- établir les causes et les circonstances du crash de l’avion et en déterminer les responsabilités.

Les membres du Comité, qui sont au nombre de sept, ont été nommés par l’Arrêté du Premier Ministre N° 29/3 du 20/11/2007, pour un mandat d’une année à partir du 1er décembre 2007, date du début de leurs activités. Ce mandat a été renouvelé deux fois, d’abord pour une durée de trois mois allant du 1er décembre 2008 au 28 février 2009 consacrés à la finalisation du rapport d’enquête, à l’étude balistique et l’analyse technique des restes de l’avion ; puis deux mois du 1er mars au 30 avril 2009 consacrés à la traduction du Rapport d’enquête et de ses annexes en Anglais et en Kinyarwanda, voire en Français pour l’étude technique et balistique qui était rédigée en Anglais.
Contrairement au rapport du juge Bruguière, le rapport du juge Mutsinzi situe le lieu de lancement des missiles ayant abattu l'avion présidentiel en zone contrôlée par les Forces armées rwandaises.
Le 11 janvier 2010, la commission "Mutsinzi" a rendu publics les résultats de son enquête sur l’attentat de 1994 contre l’avion de feu président Juvénal Habyarimana. Selon cette commission, c’est  le colonel Théoneste Bagosora, actuellement en prison au Tribunal pénal international pour le Rwanda à Arusha, en Tanzanie qui a été la cheville ouvrière de cet acte que beaucoup présentent comme le déclencheur du génocide des Tutsi au Rwanda.
Les enquêteurs affirment avoir déterminé que des membres du cercle rapproché (akazu) du Président Juvénal Habyarimana avaient comploté pour le tuer afin de remettre en question l’intégration du FPR dans le gouvernement de l’époque. Leur rapport "Mutsinzi" se base sur des entretiens et les témoignages de plus de 500 personnes et une enquête de deux ans.

### Quels sont les éléments de preuve nouveaux?
Sur l’attentat du 6 avril 1994, le rapport Mutsinzi est essentiellement intéressant sur trois points. Premièrement, les Forces armées rwandaises auraient été en possession de missiles de type SAM-16, commandés à l’ex-URSS, la Corée du Nord, l’Égypte, la Chine et le Brésil, et ceux-ci avaient été formés par l'armée française pour s’en servir. 
Deuxièmement, au plan balistique, les experts britanniques Mike C. Warden et W. Alan McClue de l'Académie militaire du Royaume-Uni, Université de Cranfield, concluent que l’avion a été abattu par un ou des missiles tirés depuis la colline de Kanombe, abritant un camp militaire de l’armée rwandaise, et non celle de Masaka, ce qui est l’hypothèse de Bruguière.
Enfin, sur la préparation de l’attentat, le rapport met en lumière plusieurs faits troublants : fermeture du camp de Kanombe à la force des Nations unies, la MINUAR ; changement inopiné, le matin de l’attentat, des fréquences de communication radio des Forces armées rwandaises (FAR) ; patrouilles renforcées le 6 avril 1994, dans le quartier de Kanombe.
Au niveau politique, la commission s’appuie sur les innombrables déclarations déjà connues : mises en garde du président Habyarimana par les milieux extrémistes, notamment les officiers du nord du pays ; allusions sibyllines de la Radio Télévision Libre des Mille Collines, propagande anti-belge destinée à préparer les esprits aux accusations visant Bruxelles et qui ont conduit au départ des Casques bleus belges, etc.
Le rapport pointe aussi une série d’éléments troublants dans l’immédiat après-attentat : fermeture du lieu du crash par la garde présidentielle ; présence d’officiers français et de Paul Barril, alors mercenaire pour le compte des FAR, qui travaillera un peu plus tard pour le compte d’Agathe Habyarimana, la femme du président.